# Motorola
Motorola (phiên âm tiếng Anh: /moʊtɵ'roʊlə/) là một công ty viễn thông đa quốc gia có nguồn gốc từ Hoa Kỳ (tên đầy đủ là Motorola, Inc.), có trụ sở tại Schaumburg, Illinois, Hoa Kỳ. Motorola đã từng là một trong các công ty hàng đầu và có ảnh hưởng lớn nhất trong ngành công nghiệp viễn thông và sản xuất điện thoại di động, với khẩu hiệu "Hello Moto".
Motorola tổn thất 1,2 tỷ đô la Mỹ trong quý 4 năm 2007 và mất vị trí thứ 3 thị phần điện thoại di động. Năm 2010, thị phần toàn cầu của Motorola đã giảm xuống đứng ở vị trí thứ 7.
Sau khi đánh mất hào quang và thành công vào các đối thủ mới nổi, ngày 04 tháng 1 năm 2011, công ty Motorola được chia thành hai công ty độc lập: Di động Motorola (Motorola Mobility) chuyên phát triển thiết bị di động và Giải pháp Motorola (Motorola Solutions) tập trung vào các giải pháp về mạng, sau khi thua lỗ 4,3 tỉ đô la trong khoảng thời gian từ 2007 đến 2009. Motorola Solutions được coi là sự kế thừa trực tiếp của công ty Motorola, trong khi Motorola Mobility sau khi được tách ra đã sử dụng giải pháp thương mại hoá sản phẩm công nghệ theo mô hình công ty spin off.

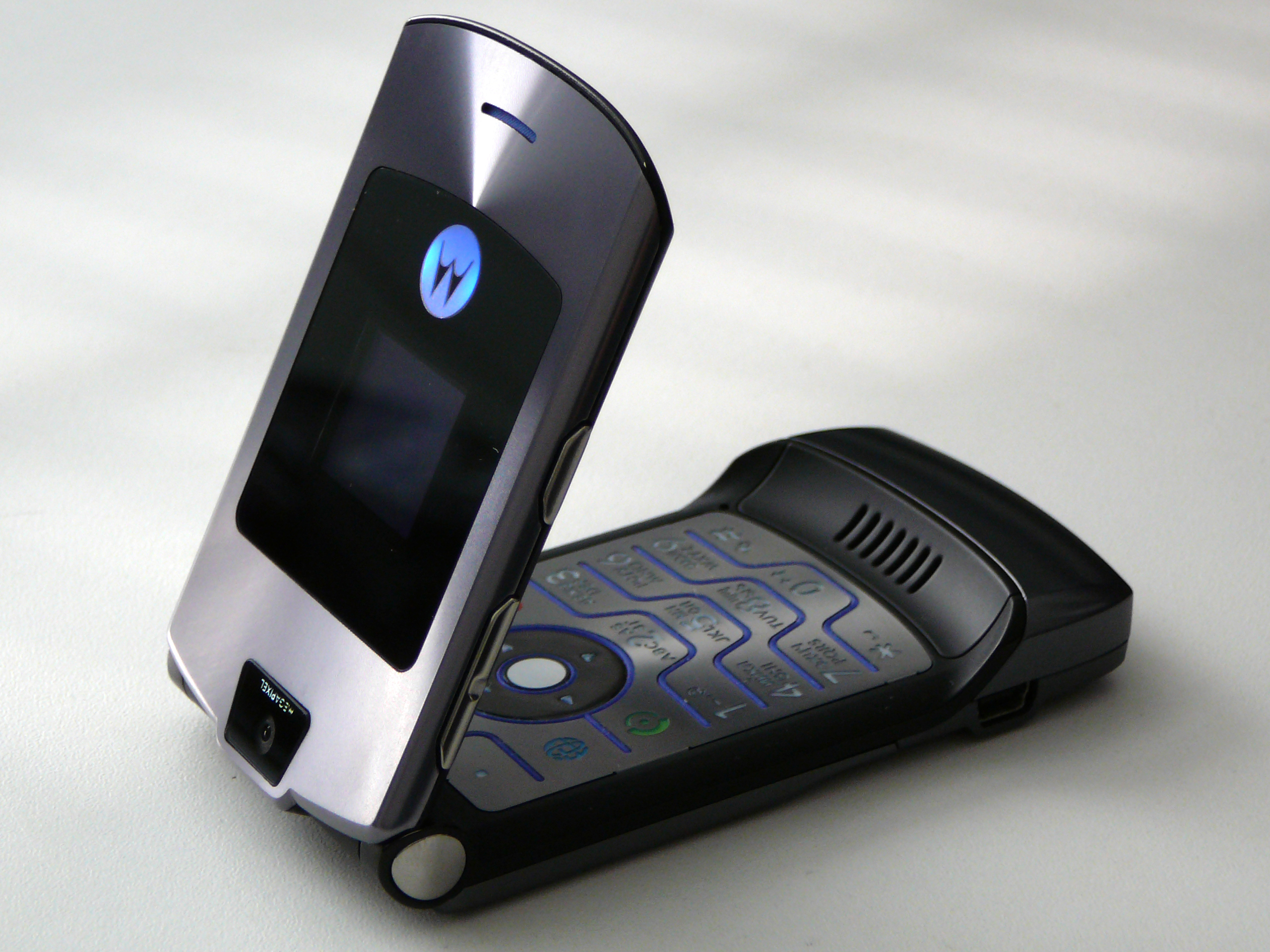
Motorola RAZR V3i 03

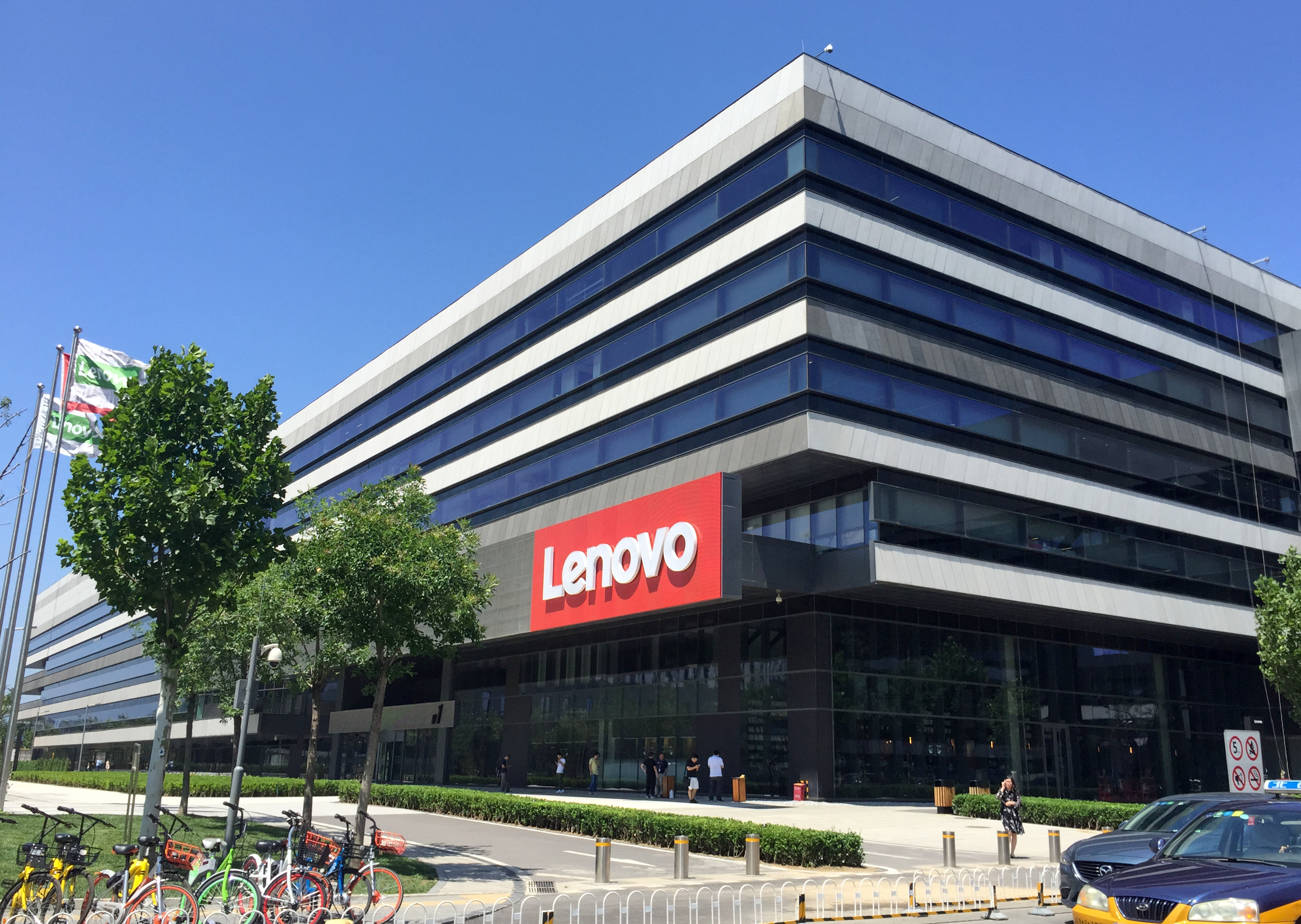
Lenovo - công ty sở hữu Motorola hiện tại

Ngày 15 Tháng 8 năm 2011, Google thông báo rằng họ đã đồng ý mua lại Motorola với giá 12,5 tỷ đô la Mỹ nhằm bảo vệ nền tảng Android đang được Motorola sử dụng, khỏi các vụ kiện bản quyền từ các đối thủ Apple, Microsoft và các công ty khác. Theo đó, Google sẽ sở hữu hệ thống sản xuất điện thoại quy mô toàn cầu với 20.000 nhân viên cùng số lượng bằng sáng chế lên đến 17.000.
Ngày 29 tháng 1 năm 2014, Google tuyên bố bán lại Motorola Mobility cho tập đoàn công nghệ Trung Quốc Lenovo với giá 2,91 tỷ USD. Việc mua lại đã được hoàn tất vào ngày 30 tháng 10 năm 2014. Motorola Mobility vẫn đặt trụ sở tại Chicago, Hoa Kỳ và tiếp tục sử dụng thương hiệu Motorola, nhưng Lưu Quân - chủ tịch kinh doanh thiết bị di động của Lenovo - sẽ trở thành chủ tịch của Motorola.
Lenovo từng có ý định ngừng sản xuất điện thoại di động mang thương hiệu Lenovo mà sử dụng thương hiệu Motorola vì ảnh hưởng của nó đến thị hiếu người dùng. Hiện tại Lenovo vẫn cho ra mắt rất hạn chế các mẫu máy Motorola chạy Android.